# Museum des Malteserordens
Das Museum des Malteserordens befindet sich auf dem Gebiet der Gemeinde Bardonnex in der Schweiz.

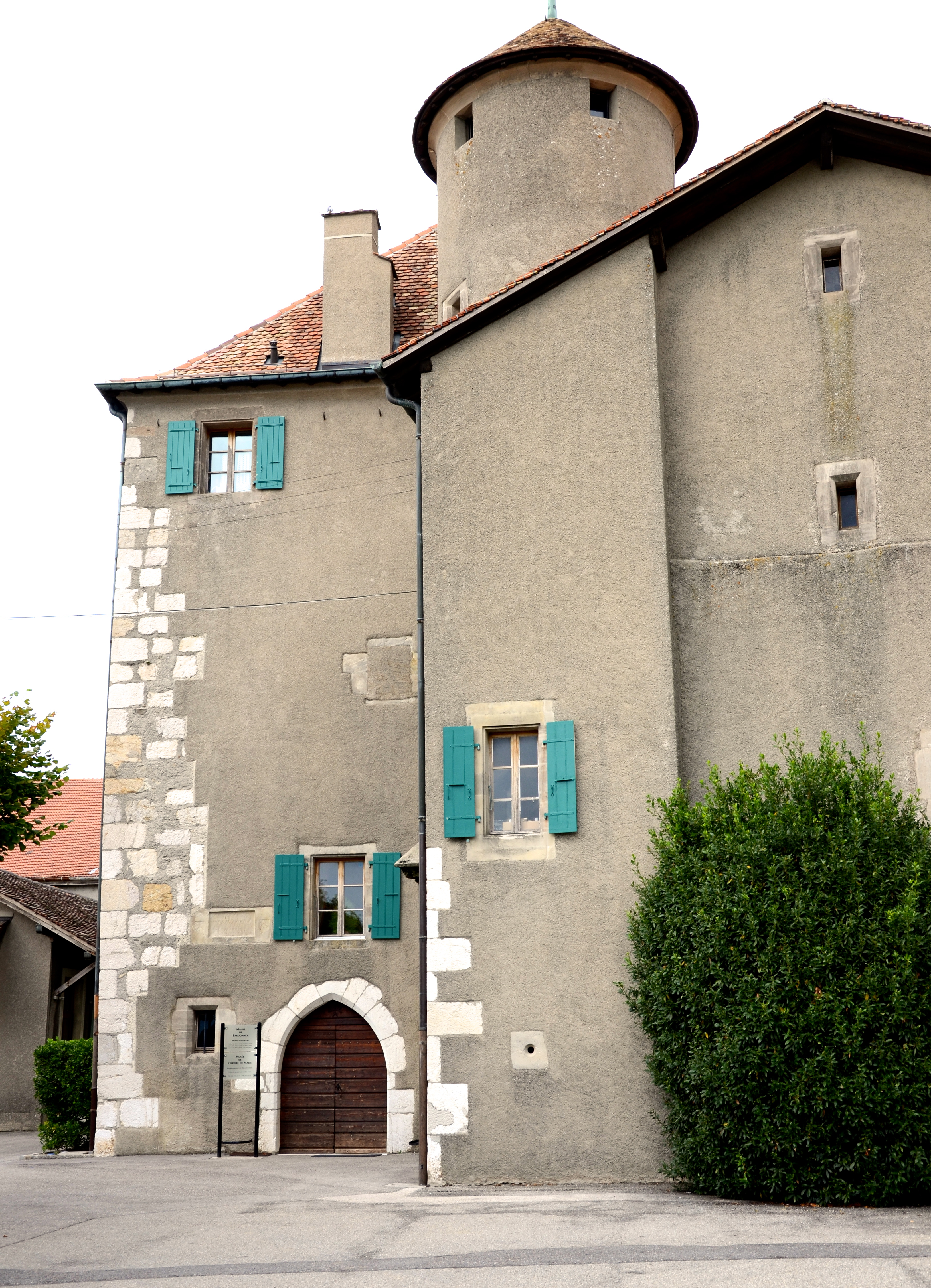
Das Museum befindet sich in der Komturei

## Geschichte
Im Jahr 1955 stellte die Gemeindeverwaltung von Bardonnex dem Souveränen Malteserorden einen Raum in der Komturei von Compesières zur Verfügung. Das Gebäude hatte gerade eine bedeutende Restaurierung erfahren.
Das Museum wurde 1973 eröffnet. Es wird von einer Stiftung verwaltet, die im kantonalen Handelsregister eingetragen ist.
Das Museum (KGS-Nr.: 08665) sowie die Komturei (KGS-Nr.: 02382), in der es sich befindet, sind jeweils als Kulturgut von nationaler Bedeutung eingestuft.
1993 wurde der Verein der Freunde des Museums der Komturei von Compesières (AAMC) gegründet. Sein Ziel ist die Pflege und Entwicklung der Sammlungen und der Bibliothek.

## Sammlungen

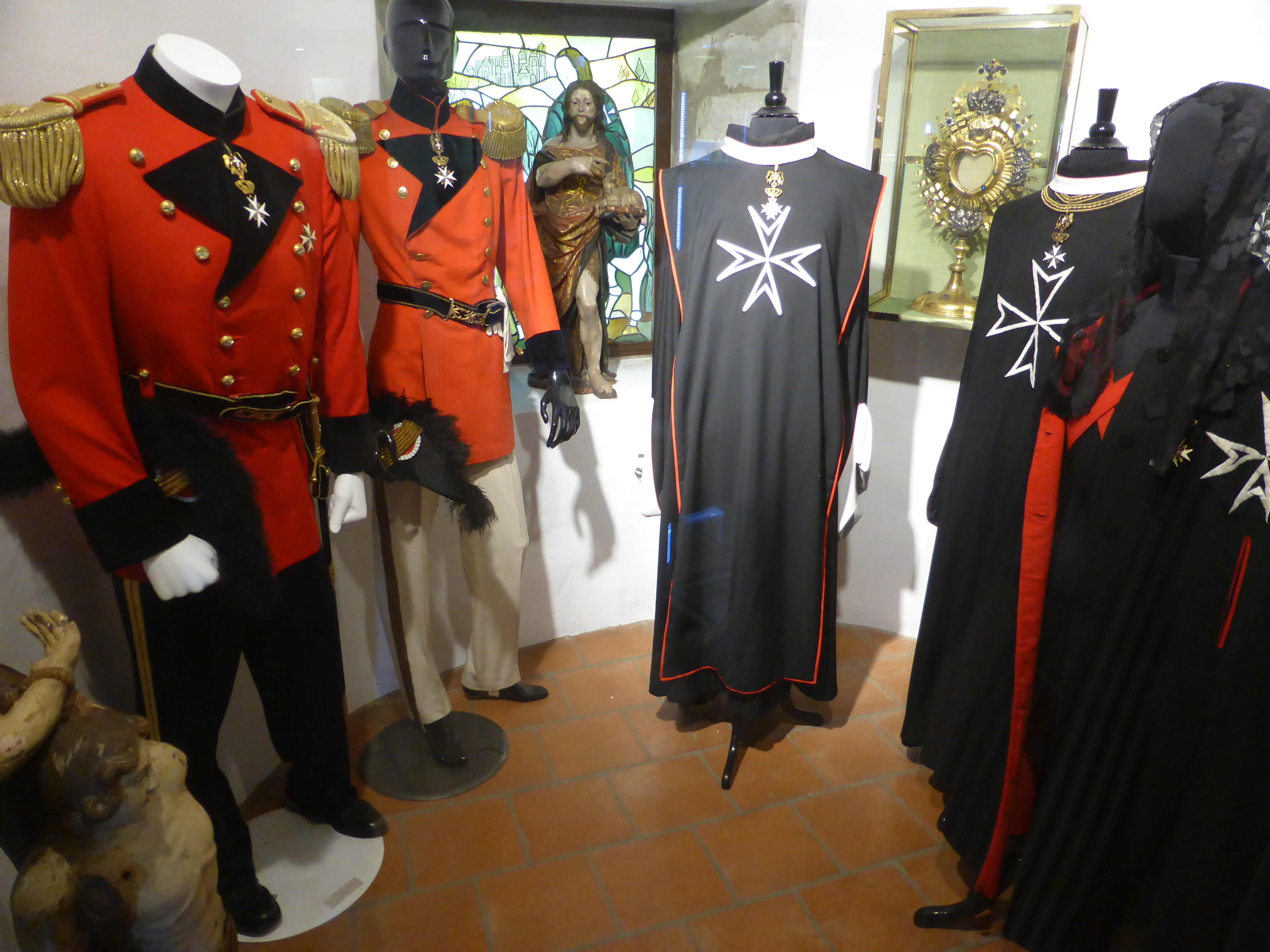
Objekte der Sammlung des Malteserordens (2017)

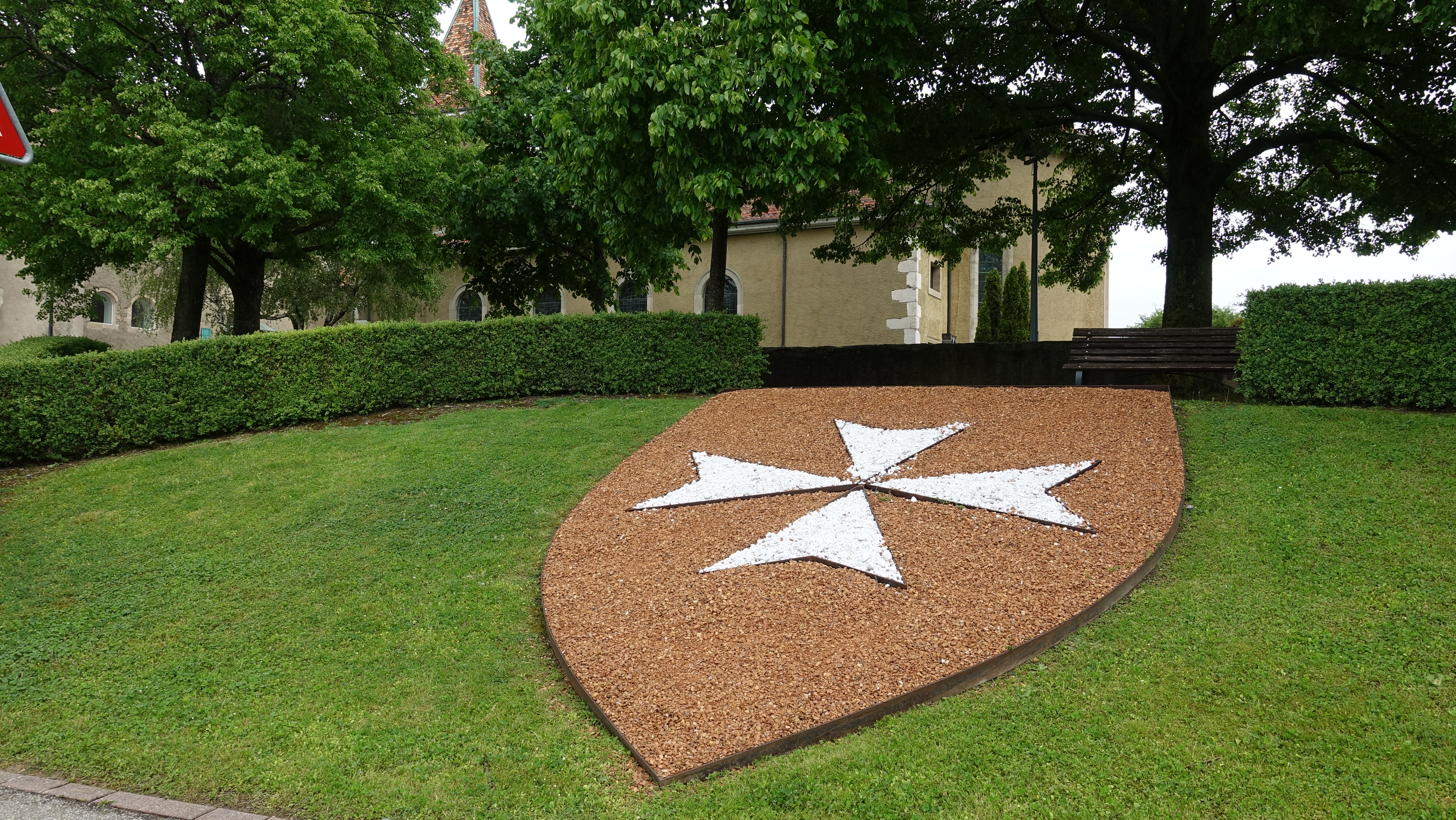
Das Kreuz von Malta ist im Gemeindewappen von Bardonnex enthalten

Das Museum präsentiert zahlreiche Objekte, die zum Malteserorden gehörten, darunter Uniformen, Erinnerungsstücke an den Ritterorden, Gemälde, Manuskripte sowie eine numismatische Sammlung und militärische Auszeichnungen. Es zeigt auch einige religiöse Objekte, darunter ein gemaltes Kreuz aus dem 15. Jahrhundert, ein barockes Ostensorium aus vergoldetem Kupfer und ein Reliquiar.